# Wakōdo no yume
Wakōdo no yume (若人の夢?) è un film del 1928 diretto da Yasujirō Ozu, oggi perduto.

## Produzione
- Sceneggiatura: Scritta qualche tempo prima della lavorazione del film[1], la sceneggiatura fu in seguito riadattata da Ozu per conformarsi alle scelte della casa di produzione[1].
- Riprese: Il film è stato girato negli studi Shochiku di Tokyo.

## Distribuzione
Il film è stato distribuito esclusivamente in Giappone, essendo andato perduto.

### Date di uscita
- 29 aprile 1928 in Giappone[2].